# The Bodysnatchers (band)
The Bodysnatchers was de enige Britse skaformatie uit het 2 Tone-tijdperk met een vrouwelijke bezetting.

## Biografie

### Het begin
De Bodysnatchers werden opgericht nadat bassiste Nicky Summers in de zomer van 1979 een concert van de Specials had gezien. De overige leden vond ze via een advertentie in de Melody Maker; t.w. gitariste Sarah-Jane Owens, saxofoniste Miranda Joyce, drumster Jane Summers, toetseniste Penny Leyton, gitariste Stella Barker en zangeres Rhoda Dakar. Allemaal waren zij beginnende muzikantes met werkzaamheden buiten de muziek.

### 2 Tone
De Bodysnatchers gaven hun eerste concert op 24 november 1979 in de Windsor Castle; ze speelden voornamelijk ska- en rocksteady-klassiekers. Bij hun tweede optreden, in het voorprogramma van Shane MacGowans punkgroep The Nips, kwamen Specials-baas Jerry Dammers en Selecter-zangeres Pauline Black een kijkje nemen. Dit resulteerde in een contract bij 2 Tone en een uitnodiging om deel te nemen aan de tweede 2 Tone-tournee met The Selecter als hoofdact. In de tussentijd speelden de ze op een feest van Blondie-zangeres Deborah Harry en stonden ze in het voorprogramma van Madness. Niet iedereen was enhousiast; een journalist van New Musical Express versloeg het concert op oudejaarsavond 1979 en merkte op dat de dames "nog heel wat te leren" hadden. Ook binnen 2 Tone, dat toch bekendstond als een hechte familie, vroegen sommigen zich af of het niet te vroeg was voor deze invasion of the Bodysnatchers.

### Hitsucces
De tournee met The Selecter ging 23 februari 1980 van start in Newcastle en eindigde op 22 maart in Lewisham. Aanvankelijk waren de Bodysnatchers openingsact, maar doordat het Brits-/Amerikaanse punktrio Holly & The Italians werd weggepest schoven ze op naar het midden.                                                                            Na afloop van de tournee verscheen hun debuutsingle Let's Do Rock Steady, een cover van de Brits-Jamaicaanse zanger Dandy Livingstone. Op de B-kant stond het zelfgeschreven Ruder Than You. De single werd gepromoot met optredens in radio- en (kinder)televisieprogramma's en haalde de 22e plaats in de Engelse hitlijsten.

### Het einde
In juni 1980 toerden de Bodysnatchers met de Specials en de Amerikaanse meidengroep The Go-Go's langs diverse Engelse kustplaatsen. Daarna verliet Jane Summers de band om haar studie af te maken; zij werd vervangen door Judy Parsons. In juli verscheen de single Easy Life die een krappe top 50-notering werd. De eenheid die 2 Tone was begon scheuren te vertonen, en dat sloeg over op de Bodysnatchers. Plannen voor een debuutalbum werden afgeblazen omdat ze niet voldoende materiaal hadden, en omdat ze zich niet wilden binden aan de verplichtingen van een platenmaatschappij. Ook ontstond er ruzie over hoe het nu verder moest; Dakar en Summers wilden politieke onderwerpen aansnijden zoals The Specials en The Selecter, maar de rest wilde gewoon catchy popsongs maken zoals Madness. Een breuk was onvermijdelijk, maar dat weerhield ze er niet van om de resterende optredens af te maken; een in het voorprogramma van Toots & The Maytals en hun enige eigen tournee. Eind oktober 1980 gaven de Bodysnatchers hun laatste concert in de Music Machine.

### Toegift
Begin 1981 kwam de concertfilm Dance Craze uit, met live-beelden van alle bands met 2 Tone werden geassocieerd.  Owens, Joyce, Leyton en Barker hadden dan al een doorstart gemaakt als The Belle Stars, en Dakar sloot zich aan bij The Special AKA, een voortzetting van de Specials na het vertrek van hun zangers. Beiden debuteerden met een nummer van de Bodysnatchers; respectievelijk Hiawatha en The Boiler. 
Een reünie zoals de overige 2 Tone-bands die in de jaren 90 en 00 die aankondigden lijkt vooralsnog uitgesloten. Dakar is de enige die nog optreedt; om toch het 35-jarig jubileum te vieren bracht ze in 2015 het album Rhoda Dakar Sings The Bodysnatchers uit dat via een crowdfundingsactie werd opgenomen met gerenommeerde vrienden als Horace Panter en Lynval Golding van The Specials. 
Op 21 oktober 2023 werden Rhoda Dakar en Miranda Joyce geïnterviewd tijdens de boekpresentatie van Too Much Too Young: The 2 Tone Records Story.  